# Giuseppe Maffei
Giuseppe Maffei (Cles, 27 maggio 1775 – Monaco di Baviera, 15 maggio 1858) è stato un religioso e storico della letteratura italiano.

## Biografia
Abate, scrisse una Storia della letteratura italiana (1825), che fu poi rivista da Pietro Thouar nel 1853.
Quest'opera fu giudicata splendida per i suoi pregi di valore scolastico.